# Luchthaven Quảng Trị
De Luchthaven Quang Tri (Vietnamees: Sân bay Quảng Trị) is een luchthaven in aanbouw nabij de stad Đông Hà, de hoofdstad van de Vietnamese provincie Quảng Trị. De luchthaven voor zowel militaire als burgerluchtvaart komt te liggen in de gemeente Gio Linh, zo'n 7 km ten zuiden van Đông Hà, en ongeveer 560 km ten zuiden van Hanoi. De luchthaven zal 290 hectare beslaan.